# Префектура Илирик
Преторијанска префектура Илирик или преторијанска префектура Илирикум (лат. Praefectura praetorio per Illyricum), је била једна од четири велике префектуре унутар позног Римског царства и Источног римског царства, односно Византије. Административни центар префектуре је био град Сирмијум (данашња Сремска Митровица у Србији).

## Историја
Формирана је 318. године и у почетку се делила у две дијацезе: Панонску дијецезу и Мезијска дијецеза. Касније, Мезијска дијецеза је подељена у Дакијску дијецезу и Македонску дијецезу.
Префектура је обухватала провинције Панонију, Норик, Крит, као и све провинције на Балкану осим Тракије. 379. године Префектура Илирик је подељена у Западни Илирик и Источни Илирик. Западни Илирик је претворен у дијецезу под јурисдикцијом управника италијанске префектуре, док је Источни Илирикум постао део Византијског царства 395. године.